# Venus macht Seitensprünge
Venus macht Seitensprünge (Originaltitel: One Touch of Venus, in Österreich als Göttin der Liebe erschienen) ist eine US-amerikanische Musicalverfilmung aus dem Jahre 1948, der von  William A. Seiter inszeniert wurde. Der Film basiert auf dem Musical One Touch of Venus nach dem Buch von S. J. Perelman und Ogden Nash.

## Handlung
Der wohlhabende Kaufhaus-Mogul Whitfield Savory II kauft eine Venusstatue für 200.000 US-Dollar. Er stellt sie in seinem Laden auf.
Schaufensterdekorateur Eddie Hatch gibt aus Übermut der Statue einen Kuss und erweckt sie so zum Leben. Eddie ist zunächst schockiert und Venus verlässt den Laden. Daraufhin wird Eddie wegen Diebstahls angeklagt.
Niemand glaubt Eddie, und Venus taucht in Eddies Apartment auf. Dort muss er sie vor seiner Freundin Gloria und seinem Mitbewohner Joe verstecken.
Nachdem Venus ein Liebeslied gesungen hat, verliebt sich Joe in Gloria. Whitfield will weiter gegen Eddie vorgehen, doch er wird dadurch abgelenkt, dass er einsieht, dass er die Sekretärin Molly liebt. 
Venus  wird von Jupiter zurück auf den Olymp gerufen, und Eddie bleibt zunächst allein zurück, bis er einer Doppelgängerin der Venus begegnet.

## Songs
1. "Don't Look Now But My Heart is Showing"
2. "Speak Low" – gesungen von Ava Gardner
3. "That's Him" – gesungen von Ava Gardner
4. "Don't Look Now But My Heart is Showing"  – gesungen von Dick Haymes, Olga San Juan, Robert Walker, Ava Gardner
5. "Speak Low"  – gesungen von Ava Gardner

## Kritik
„Eine seltsame Kreuzung aus Musical, Groteskfilm und Kammerspiel, die kurzweilige, aber nicht sonderlich inspirierte Unterhaltung nach dem populären Broadway-Musical bietet.“

## Weiteres
Der Film inspirierte die Autoren des Spielfilms Mannequin  aus dem Jahre 1987.